# Kodiak Island Borough
Kodiak Island Borough är en borough i den amerikanska delstaten Alaska. Dess säte är Kodiak. Enligt 2000 års folkräkning hade boroughen en befolkning på 13 592 invånare på en yta om 31 141 km². Dess yta motsvarar ön Kodiak Island förutom en kort landremsa längs med Alaskas kust, plus omkringliggande öar.
Del av Katmai nationalpark ligger i Kodiak Island Borough. 

## Geografi
Kodiak Island Borough gränsar i nordväst till Lake and Peninsula Borough.

### Städer och samhällen
- Akhiok
- Aleneva
- Chiniak
- Karluk
- Kodiak
- Kodiak Station
- Larsen Bay
- Old Harbor
- Ouzinkie
- Port Lions
- Womens Bay